# 天船增九
鹿豹座1，又名BD+53 779，HD 28446、SAO 24672、HR 1417，是鹿豹座的一颗恒星，视星等为5.77，位于銀經151.91，銀緯3.95，其B1900.0坐标为赤經4h 24m 6.4s，赤緯+53° 3.95′ 37″。